# Akhnatenavus
Akhnatenavus ist eine Gattung aus der Ordnung der Hyaenodonta, ausgestorbenen fleischfressenden Säugetieren, die möglicherweise den Raubtieren nahe stehen. Die Gattung lebte im Übergang vom Eozän zum Oligozän vor etwa 34 bis 30 Millionen Jahren im nördlichen Afrika. Dort ist sie bisher nur von der Fossillagerstätte des Fayyum bekannt. Das Fundmaterial besteht aus mehreren Gebiss- und Schädelteilen. Es handelt sich um einen mittelgroßen Vertreter der Hyaenodonten mit relativ grazilem Zahnbau, der aber einzelne Tendenzen zur Ausbildung eines hypercarnivoren Gebisses zeigt. Die Gattung erhielt im Jahr 1999 ihre wissenschaftliche Erstbeschreibung. Das erste bekannte Fundmaterial war aber schon mehr als 90 Jahre früher geborgen worden.

## Beschreibung

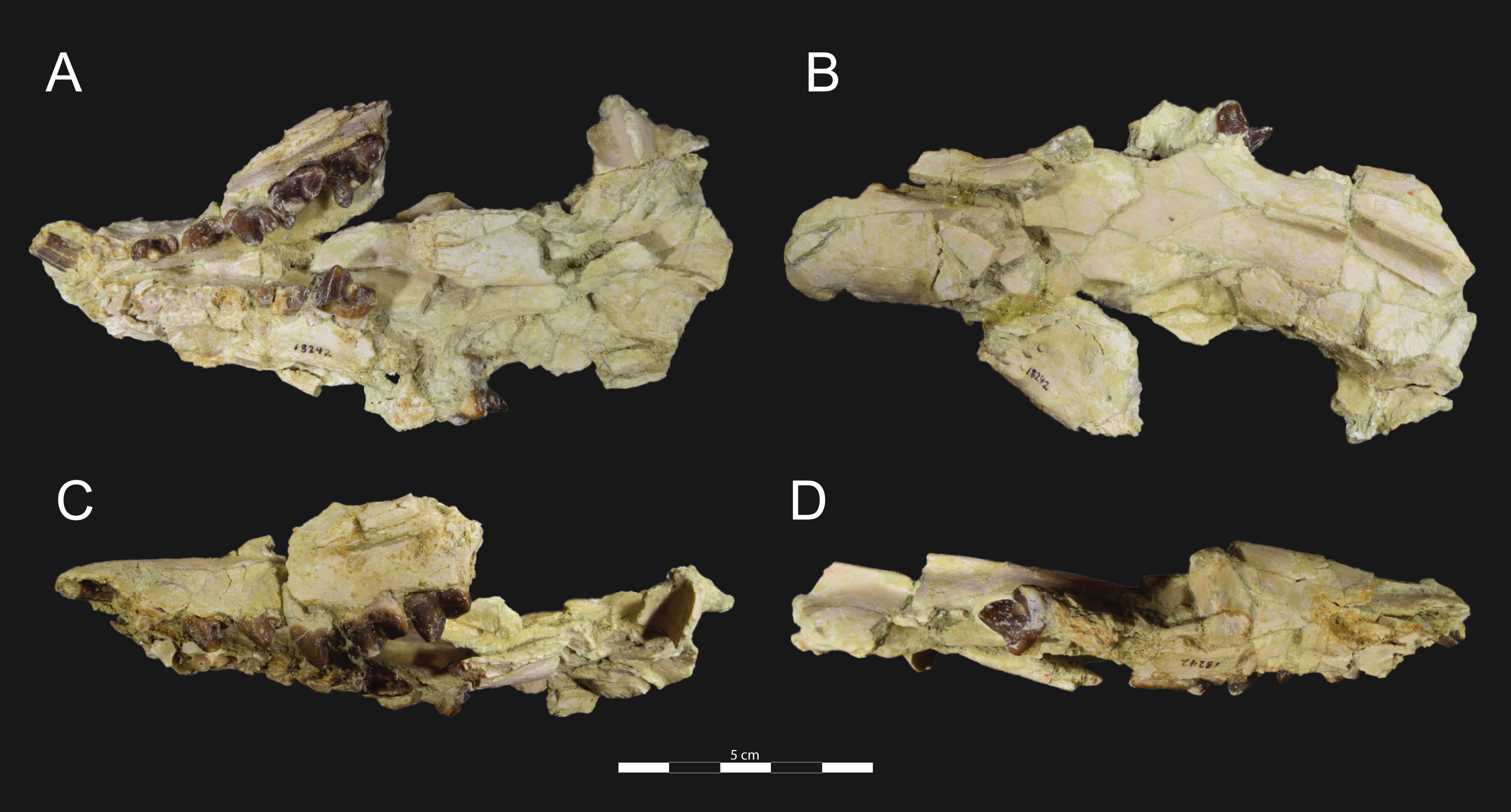
Oberkiefer von Akhnatenavus

Akhnatenavus war ein mittelgroßer Vertreter der Hyaenodonta. Für kleinere Formen wird anhand der Ausmaße der Zähne ein durchschnittliches Körpergewicht von 19,2 kg ermittelt, das unter Berücksichtigung der angewandten Bestimmungsmethode im Mittel zwischen 18,9 und 21,2 kg variiert. Damit erreichte Akhnatenavus etwa die Größe eines heutigen Luchses oder eines Vielfraßes. Die Form ist durch einige Schädelreste und Gebissteile überliefert, Reste des Bewegungsapparates fehlen bisher. Ein relativ vollständig erhaltener Schädel ist stark zerquetscht. Das Nasenbein war langgestreckt, verengte sich seitlich zunächst und verbreiterte sich dann hinter dem Foramen infraorbitale. Dieses saß oberhalb des dritten Prämolaren. Die Sutur des Nasenbeins mit dem Stirnbein stand in einem 45°-Winkel zur Sutur des Nasenbeins mit dem Oberkiefer. Die Orbita wurde unten vom Jochbein, vorn vom Tränenbein und oben vom Stirnbein eingerahmt, der vordere Rand befand sich oberhalb des zweiten Molars. Das Tränenbein reichte vom Orbitarand bis weit nach vorn in den Gesichtsschädel. Am Kontakt der beiden Scheitelbeine war ein Scheitelkamm ausgebildet, der sich nach hinten bis zum Kamm des Hinterhauptsbeines zog. Die Gelenkflächen des Hinterhauptsbeines zur Verbindung mit der Halswirbelsäule waren in ihrer Höhe vergrößert. Der Jochbogenteil des Schläfenbeins zeigte sich robust, verdünnte sich aber nach vorn. Die Glenoidgrube als Verbindung mit dem Unterkiefergelenk war breit und niedrig, das Verhältnis der Breite zur Tiefe betrug 3:1.

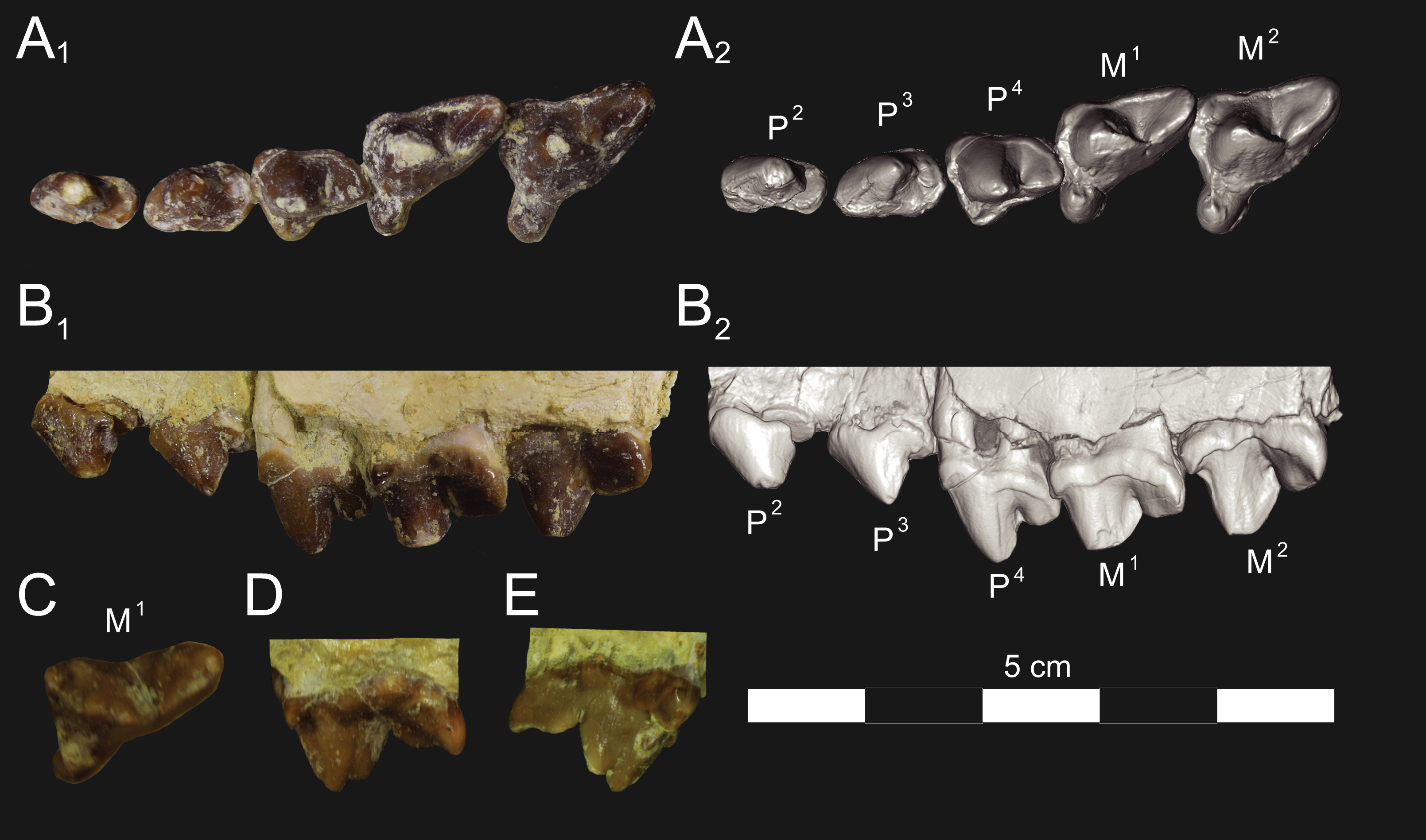
Zähne von Akhnatenavus im Detail, links als Foto, rechts als Digitalmodell; in Bild C und D ist deutlich der noch geteilte Amphiconus zu sehen

Im oberen Gebiss sind der Eckzahn und die Backenzähne bestehend aus der Serie vom zweiten Prämolaren bis zum dritten Molar erhalten, der erste Prämolar wird durch eine Alveole angezeigt. Vom unteren Gebiss liegen die hinteren Vormahl- und die Mahlzähne vor, die vorderen Backenzähne bis zum Eckzahn können ebenfalls nur durch die Zahnfächer bestimmt werden, die Schneidezähne sind unbekannt. Generell zeigte sich das Gebiss weniger robust gebaut als bei verwandten Formen. Der obere Eckzahn war groß, die Wurzel übertraf die Krone um das Anderthalbfache an Länge. Die mittleren Prämolaren zeichneten sich durch einen hohen, spitzen Höcker (Paraconus im Ober- und Protoconid im Unterkiefer) aus, der Paraconus war an den Zähnen des Oberkiefers leicht nach hinten gebogen, aber nicht so deutlich wie etwa bei Sekhmetops. Der hintere Vormahlzahn war komplexer aufgebaut und größer, an der hinteren Kante des jeweiligen Haupthöckers trat eine scharfe Scherkante auf. Die Prämolaren standen nicht geschlossen, sondern waren durch jeweils kurze Diastemata voneinander getrennt. Vor allem die Zahnlücken im Unterkiefer sind bei zahlreichen anderen Hyainailouriden nicht dokumentiert. Die Molaren hatten einen für Beutegreifer typischen sectorialen Aufbau mit prominenten spitzen Höckern (Para-, Proto- und Metaconus beziehungsweise Para-, Proto- und Metaconid). Typisch für die Hyainailouridae waren an den beiden vorderen Oberkiefermolaren der Para- und der Metaconus miteinander verschmolzen (sie bilden gemeinsam den sogenannten Amphiconus), wobei ersterer letzteren überragte. Im Gegensatz zu späteren Formen wie Metapterodon ließen sich beide Buckel aber noch durch eine schmale Furche unterscheiden. Zudem zeigte sich der Protoconus eher einfach gebaut. An den unteren Molaren rahmten das niedrigere Para- und das etwas höhere Protoconid eine tiefe Spalte ein, das Metaconid war weitgehend zurückgebildet. Das Talonid, ein tieferliegender Bereich der Zahnoberfläche, nahm an den beiden vorderen Unterkiefermahlzähnen rund ein Viertel der Zahnlänge ein und erreichte damit nicht die Ausmaße wie bei Pterodon. Der hinterste Molar in der oberen Gebissreihe war abweichend etwa von Pterodon oder Kerberos stark reduziert. Wiederum im Unterschied zu einigen späteren Hyainailouiden bestand am hintersten unteren Molar aber noch ein Talonid. Im Oberkiefer nahm die Zahngröße vom zweiten Prämolar mit 9,4 mm Länge bis zum zweiten Molar mit rund 15,2 mm Länge kontinuierlich zu, der hinterste Zahn wurde nur 2,5 mm lang. Dagegen vergrößerten sich die Zähne im Unterkiefer durchgehend vom zweiten Prämolaren mit 7,5 mm Länge bis zum dritten Molar mit 15,9 mm.

## Fossilfunde

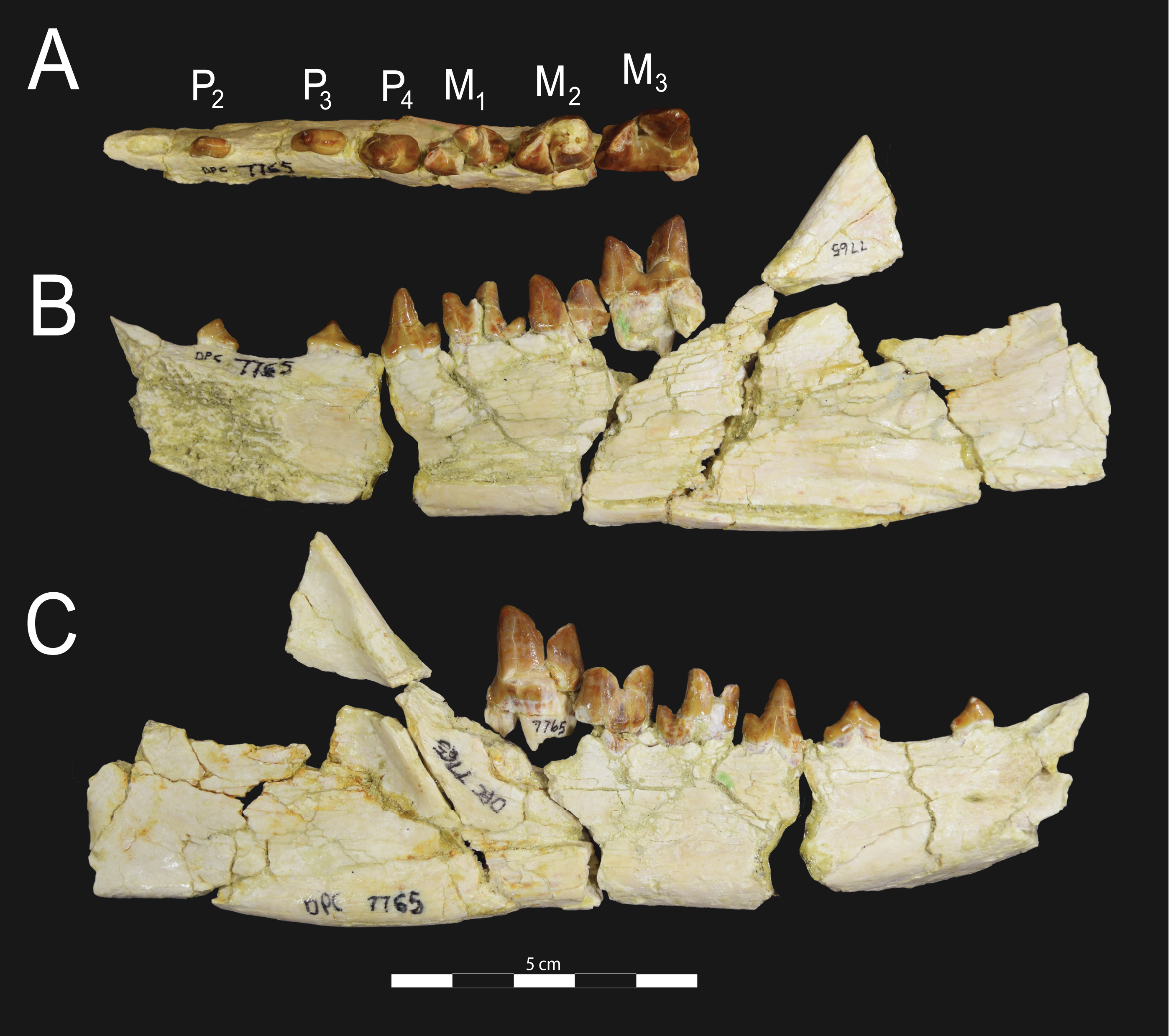
Unterkiefer von Akhnatenavus

Akhnatenavus ist bisher nur von Funden aus der Fayyum-Region im nördlichen Ägypten in Nordafrika belegt. Das derzeit umfangreichste Fossilmaterial stammt von der Fundstelle L-41. Diese befindet sich im unteren Abschnitt der Gebel-Qatrani-Formation, welcher wiederum in das Obere Eozän datiert mit absoluten Altersangaben um etwa 34 Millionen Jahren. L-41 stellt die älteste Fundstelle innerhalb der Formation dar. Die Ablagerungen bestehen aus feinkörnigen, grünlich bis grünlich grau gefärbten Ton- und Schluffsteinen. Sie sind in eine Sequenz aus gebänderten Sanden eingebettet. Höchstwahrscheinlich gehen die Ablagerungen auf einen ehemaligen See zurück. Auffallend ist ein hoher Anteil an Evaporiten ebenso wie eine starke Konzentration von Natriumchlorid. In ihrer Struktur hebt sich die Fundstelle deutlich von den eher gröberen fluviatilen Ablagerungen der Gebel-Qatrani-Formation ab. Eine weitere Besonderheit findet sich in der hohen Anzahl an Schädeln mit teils assoziierten Partien des Körperskeletts. Bisher wurden Reste von Fischen, Amphibien, Reptilien, Vögeln und Säugetieren nachgewiesen. Hervorzuheben ist die hohe Vielfalt an Schliefern, Primaten, Nagetieren und Fledertieren. Aber auch die Hyaenodonta kommen in recht umfangreicher Anzahl vor. Neben Akhnatenavus wurden hier auch Brychotherium und Masrasector dokumentiert. Aufgrund der guten Erhaltung von Fossilien kleinerer Wirbeltiere hat die Fundstelle L-41 für die Fayyum-Region eine hohe Bedeutung. Sie wurde 1983 von einem Forscherteam um Elwyn L. Simons entdeckt und nachfolgend unter anderem von D. Tab Rasmussen genauer vorgestellt. Von Akhnatenavus sind aus der Fundstelle bisher ein nahezu vollständiger Schädel, ein Oberkieferrest und ein Unterkieferfragment entdeckt worden. An dem vollständigen Schädel haftete noch der erste Halswirbel und ein Rippenbruchstück an. Der Schädel ist der bisher älteste eines Hyainailouriden aus dem afroarabischen Raum.
Ein weiterer Unterkiefer wurde an der Fundstelle A entdeckt, die sich stratigraphisch 12 m oberhalb von L-41 befindet und somit etwas jünger ist, aber immer noch der unteren Gebel-Qatrani-Formation angehört. Die Fundstelle A kann als einer der klassischen Aufschlüsse der Fayyum-Region angesehen werden. Sie ist schon seit dem Beginn des 20. Jahrhunderts bekannt und wurde zuerst von Hugh John Llewellyn Beadnell zwischen 1898 und 1904 geöffnet. Umfangreiche Forschungsarbeiten fanden hier während der bedeutenden Expedition des American Museum of Natural History im Jahr 1907 statt. Die Ablagerungen bestehen aus einer gröberen Sand- und Kieslage als Hinterlassenschaften eines Flusses. Aus diesem Grund setzt sich das Fundmaterial hier aus zumeist größeren Knochenteilen von Schädeln, Becken oder Langknochen zusammen, die einen stärker zusammengetragenen Eindruck geben. Den Fund des Unterkiefers veröffentlichte Henry Fairfield Osborn bereits zwei Jahre nach der Expedition. Darüber hinaus sind aus der Fundstelle A weitere Hyaenodonten belegt, so etwa Sekhmetops.

## Paläobiologie
Das Gebiss von Akhnatenavus besitzt einen generell grazilen Charakter, es weist aber einzelne hypercarnivore Eigenschaften auf. Allgemeines Merkmal hypercarnivorer Gebisse ist ein Rückgang der Komplexität ausgehend von der ursprünglichen Morphologie der hinteren Backenzähne. Dieser geht mit dem Verlust der durchlöchernden oder brechenden Funktion einher, wodurch es zum Überwiegen der schneidenden Eigenschaften kommt. Bei Akhnatenavus ist dies an den Mahlzähnen des Unterkiefers etwa in der Reduktion des Metaconids (durchlöchernd in Verbindung mit dem Parastyl der Oberkiefermolare) oder des Talonids (brechend in Verbindung mit dem Protoconus der Oberkiefermolare) erkennbar. Im Oberkiefer betrifft dies unter anderem die Verschmelzung des Meta- und Paraconus zum Amphiconus, was wiederum parallel zum Verlust einiger kleiner Höckerchen im Unterkiefer ist. Bei rezenten Raubtieren und Raubbeutlern korreliert ein hypercarnivores Gebiss mit einer hauptsächlich fleischlichen Ernährung. Heutige hypercarnivore Beutegreifer beziehen mehr als 70 % ihrer Nahrung von anderen Wirbeltieren (ausgenommen der spezialisierten Fischfresser).

## Systematik
Akhnatenavus ist eine Gattung aus der ausgestorbenen Familie der Hyainailouridae, die wiederum einen Teil der ebenfalls erloschenen Ordnung der Hyaenodonta bildet. Die Hyaenodonta gehörten ursprünglich zur Gruppe der Creodonta, teilweise etwas irreführend auch als „Urraubtiere“ bezeichnet, die als die Schwestergruppe der heutigen Raubtiere (Carnivora) innerhalb der übergeordneten Gruppe der Ferae angesehen wurden. Die Creodonta erwiesen sich aber als in sich nicht geschlossene Gruppe und wurden daher in die Hyaenodonta und die Oxyaenodonta aufgespalten. Beiden Gruppen gemeinsam ist die gegenüber den Raubtieren weiter nach hinten im Gebiss verlagerte Brechschere, bei den Hyaenodonten sind zumeist der zweite Oberkiefer- und der dritte Unterkiefermolar involviert. Die Hyaenodonten bestanden über einen langen Zeitraum vom Mittleren Paläozän vor rund 60 Millionen Jahren bis in das Mittlere Miozän vor etwa 9 bis 10 Millionen Jahren. Ein typisches Merkmal der Hyainailouridae ist der zum Amphiconus vereinte Para- und Metaconus, wobei ersterer letzteren überragt (umgekehrt bei den Hyaenodontidae). Innerhalb der Hyainailouridae gehört Akhnatenavus zur Unterfamilie der Hyainailourinae. Bei diesen ist der Verschmelzungsgrad von Para- und Metaconus sehr weit fortgeschritten, da beide Buckel aber noch durch eine leichte Furche getrennt sind, kann Akhnatenavus zu einer eher frühen Form gezählt werden.
Es wurden bisher zwei Arten der Gattung beschrieben:
- A. leptognathus (Osborn, 1909)
- A. nefertiticyon Borths, Holroyd & Seiffert, 2016

Von beiden Arten ist A. nefertiticyon der ältere und kleinere Vertreter. Er unterscheidet sich des Weiteren von A. leptognathus durch das kürzere Rostrum, die kürzeren Diastemata zwischen den Prämolaren sowie in einzelnen Zahnmerkmalen. Seine Funde stammen alle aus der Fundstelle L-41. Die jüngere Form A. leptognathus ist dagegen nur aus der Fundstelle A belegt. Der einzige bekannte Unterkiefer wurde 1907 bei der Fayyum-Expedition des American Museum of Natural History geborgen und 1909 von Henry Fairfield Osborn als Pterodon leptognathus beschrieben.
Die wissenschaftliche Erstbeschreibung der Gattung Akhnatenavus stammt von Patricia A. Holroyd aus dem Jahr 1999. Sie benutzte dafür den von Osborn bereits 1909 vorgestellten Unterkiefer. Hierbei handelt es sich um einen rechten Ast mit den erhaltenen Zähnen vom dritten Prämolaren bis zum dritten Molar sowie den Alveolen des Eckzahns und der vorderen beiden Prämolaren. Das Stück dient als Holotyp (Exemplarnummer AMNH 13263). Der Name Akhnatenavus bezieht sich auf den altägyptischen König Echnaton, Pharao der 18. Dynastie. Der Artname leptognathus setzt sich aus den griechischen Wörtern λεπτός (leptós) für „klein“ oder „zart“ sowie γνάθος (gnáthos) für „Kiefer“ zusammen, er verweist somit auf den grazilen und eher langgestreckten Bau des Unterkiefers. Dagegen ist nefertiticyon eine Referenz auf Nofretete, der Frau Echnatons, während cyon wiederum „Hund“ bedeutet (von griechisch κύων kyōn), frei übersetzt lautet der Name „Nofretetes Hund“. In ihrer Erstbeschreibung ordnete Holroyd die Gattung noch in die Pterodntinae ein, nach damaliger Auffassung eine Gruppe von Hyaenodonten mit entwickeltem Gebiss. Die meisten modernen phylogenetischen Studien sehen Akhnatenavus heute innerhalb der Hyainailourinae, unter Umständen erfolgt auch eine Einstufung in die Tribus der Hyainailourini.